# Gruss an Teplitz
Die Rosensorte Gruß an Teplitz (Synonyme: 'Gruss an Teplitz', 'Virgina R. Coxe', 'Salut Teplitz') wurde vom österreich-ungarischen Rosenzüchter Rudolf Geschwind 1897 gezüchtet. Diese China-Rose entstand aus ('Sir Joseph Paxton' × 'Fellenberg') × ('Papa Gontier' × 'Gloire des Rosomanes') und wurde Elternteil vieler moderner Beetrosen. Der Sortenname 'Gruß an Teplitz' bezieht sich auf den böhmischen Kurort Teplitz, der Geburtsort des Züchters ist.
'Gruß an Teplitz' kann als Kübelpflanze und auch an einem Spalier hochgebunden kultiviert werden. Sie ist bei einer Winterhärte von USDA-Zone 6-10 frosthart, muss aber vor der Wintersonne geschützt werden. 'Gruß an Teplitz' steht am besten im Halbschatten, weil bei zu viel Sonneneinstrahlung die Blüten schnell verbrennen. Etwas empfindlich ist sie für Sternrußtau.
'Gruß an Teplitz' erreicht Wuchshöhen von bis 1,80 Metern. Die Äste sind nur leicht, aber mit großen Stacheln besetzt. Die rotgrünen Laubblätter sind gezähnt. 'Gruß an Teplitz' ist eine dauerblühende Bourbon-Hybride bzw. Teehybride mit sehr gutem Herbstflor und starkem, würzigem Duft. Die halbgefüllten Blüten sind samtig dunkelrot. Manchmal setzt sie im Herbst einige Hagebutten an, wenn die Blüten nicht entfernt wurden.
2000 wurde sie unter den historischen Rosen zur Weltrose gekürt.